# José Alarcón y Cárceles
José Alarcón y Cárceles fue un pintor español del siglo XIX.

## Biografía
Pintor natural de Murcia, presentó en la Exposición Nacional de 1871 un cuadro titulado Cuestión de color. Fue premiado con certificado de honor en la Exposición Nacional de Bellas Artes de 1887 por su cuadro Llegada de Carlos V al monasterio de Yuste. En la Exposición Nacional de Bellas Artes de 1890 presentó cuatro cuadritos de género y dos retratos; entre los primeros se encontró uno titulado Ya lo veo.